# Communauté de communes Vendée-Sèvre-Autise
La communauté de communes Vendée-Sèvre-Autise (CCVSA), généralement appelée « Vendée-Sèvre-Autise », est une intercommunalité à fiscalité propre française située dans le département de la Vendée et la région des Pays de la Loire.

## Histoire
La communauté de communes a été créée par arrêté préfectoral du 21 décembre 1992. Elle a été nommée d’après trois cours d’eau qui la traversent et alimentent le Marais poitevin : la Vendée, la Sèvre Niortaise et l’Autise.
La commune de Vix a adhéré à la communauté en 1996.
La commune de Benet a adhéré à la communauté en 2000.

## Territoire communautaire

### Géographie
Située au sud-est  du département de la Vendée, la communauté de communes Vendée-Sèvre-Autise regroupe 15 communes et s'étend sur 299,3 km2.

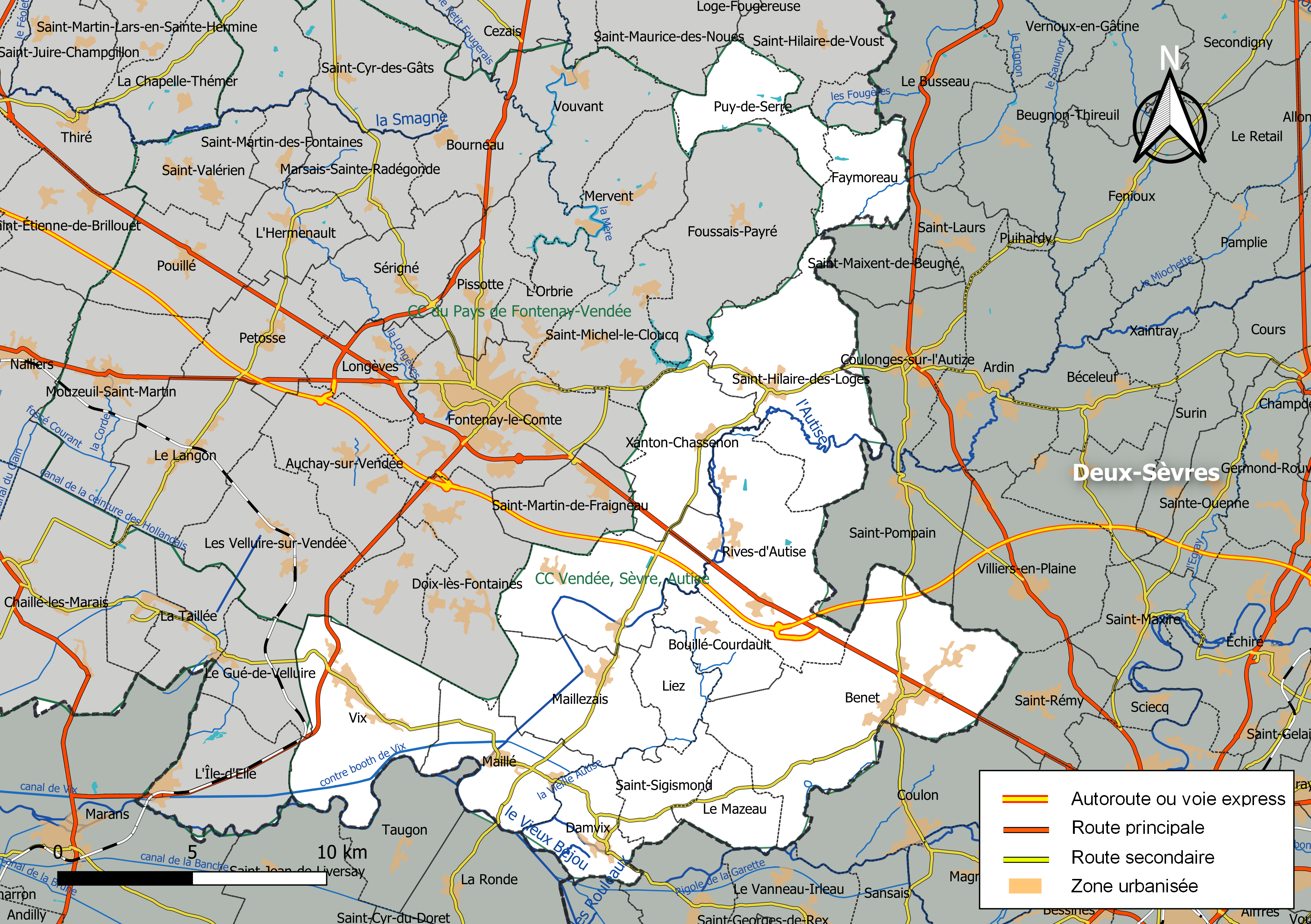
Carte de la communauté de communes Vendée-Sèvre-Autise au 1er janvier 2019.

### Composition

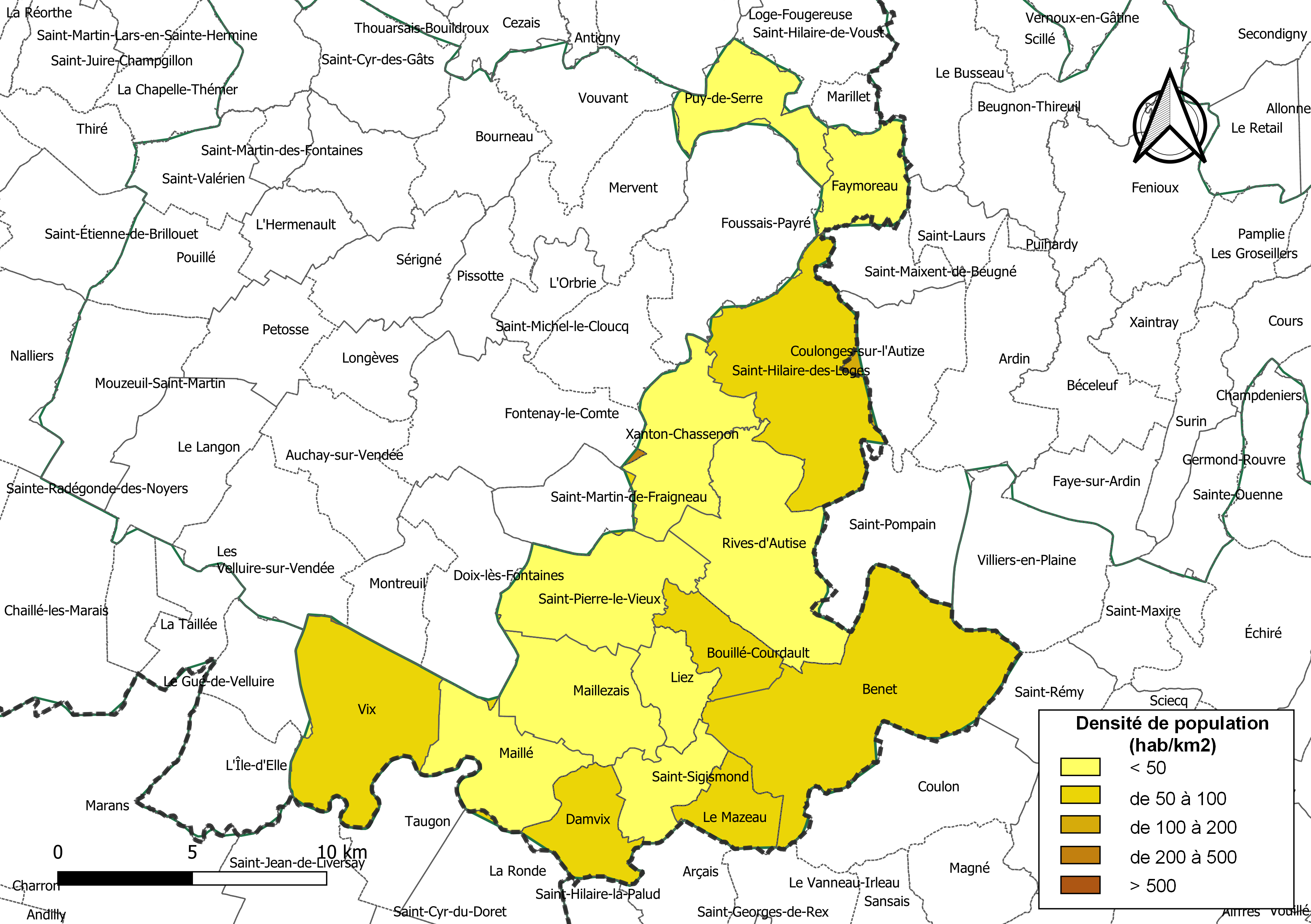
Carte des densités de population (millésimée 2016) des communes de la communauté de communes Vendée-Sèvre-Autise. Composition en communes au 1er janvier 2019.

La communauté de communes est composée des 15 communes suivantes :

| Nom                     | Code Insee | Gentilé                | Superficie (km2) | Population (dernière pop. légale) | Densité (hab./km2) |
| ----------------------- | ---------- | ---------------------- | ---------------- | --------------------------------- | ------------------ |
| Rives-d’Autise (siège)  | 85162      |                        | 31,91            | 2 054 (2022)                      | 64                 |
| Benet                   | 85020      | Benétains              | 50,01            | 4 059 (2022)                      | 81                 |
| Bouillé-Courdault       | 85028      | Bouilletais-Courdelais | 9,73             | 595 (2022)                        | 61                 |
| Damvix                  | 85078      | Damvitais              | 11,66            | 731 (2022)                        | 63                 |
| Faymoreau               | 85087      | Faymoriens             | 10,99            | 205 (2022)                        | 19                 |
| Liez                    | 85123      |                        | 8,38             | 296 (2022)                        | 35                 |
| Maillé                  | 85132      | Mailletais             | 17,66            | 757 (2022)                        | 43                 |
| Maillezais              | 85133      | Mallacéens             | 20,33            | 895 (2022)                        | 44                 |
| Le Mazeau               | 85139      | Mazéens                | 8,23             | 457 (2022)                        | 56                 |
| Puy-de-Serre            | 85184      | Puydesseriens          | 13,81            | 318 (2022)                        | 23                 |
| Saint-Hilaire-des-Loges | 85227      | Saint-Hilairois        | 35,2             | 1 904 (2022)                      | 54                 |
| Saint-Pierre-le-Vieux   | 85265      |                        | 23,19            | 924 (2022)                        | 40                 |
| Saint-Sigismond         | 85269      |                        | 10,46            | 424 (2022)                        | 41                 |
| Vix                     | 85303      |                        | 28,53            | 1 829 (2022)                      | 64                 |
| Xanton-Chassenon        | 85306      | Xantonnais             | 19,24            | 743 (2022)                        | 39                 |

### Économie et infrastructures
- Centre minier de Faymoreau

## Compétences
Les domaines de la communauté de communes touchent :
- l’aménagement de l’espace ;
- le développement économique ;
- la politique du logement et du cadre de vie ;
- la protection de l’environnement et de la qualité de vie.

## Administration

### Conseil communautaire
Avant les élections municipales des 23 et 30 mars 2014, un arrêté préfectoral daté du 25 octobre 2013 entérine le nombre de délégués par commune au sein du conseil communautaire à compter du prochain renouvellement général.
Le 19 janvier 2018, un nouvel arrêté modifie celle-ci alors que la commune de Saint-Hilaire-des-Loges doit partiellement renouveler son conseil municipal. L’effet de l’acte est immédiat.
Le 12 décembre 2018, un autre arrêté prend en compte la création de la commune nouvelle de Rives-d’Autise au 1er janvier 2019.
| Commune                 | Nombre de délégués communautaires | Nombre de délégués communautaires | Nombre de délégués communautaires | Nombre de délégués communautaires |
| Commune                 | Au 23 avril 2014                  | Au 19 janvier 2018                | Au 1er janvier 2019               | Au 1er juillet 2020               |
| ----------------------- | --------------------------------- | --------------------------------- | --------------------------------- | --------------------------------- |
| Benet                   | 5                                 | 8                                 | 8                                 | 8                                 |
| Bouillé-Courdault       | 2                                 | 2                                 | 2                                 | 2                                 |
| Damvix                  | 2                                 | 2                                 | 2                                 | 2                                 |
| Faymoreau               | 2                                 | 1                                 | 1                                 | 1                                 |
| Liez                    | 2                                 | 1                                 | 1                                 | 1                                 |
| Le Mazeau               | 2                                 | 1                                 | 1                                 | 1                                 |
| Maillé                  | 2                                 | 2                                 | 2                                 | 2                                 |
| Maillezais              | 2                                 | 2                                 | 2                                 | 2                                 |
| Nieul-sur-l’Autise      | 3                                 | 3                                 | Communes supprimées               | Communes supprimées               |
| Oulmes                  | 2                                 | 2                                 | Communes supprimées               | Communes supprimées               |
| Puy-de-Serre            | 2                                 | 1                                 | 1                                 | 1                                 |
| Rives-d’Autise          | Commune créée                     | Commune créée                     | 5                                 | 5                                 |
| Saint-Hilaire-des-Loges | 3                                 | 4                                 | 4                                 | 4                                 |
| Saint-Pierre-le-Vieux   | 2                                 | 2                                 | 2                                 | 2                                 |
| Saint-Sigismond         | 2                                 | 1                                 | 1                                 | 1                                 |
| Vix                     | 3                                 | 4                                 | 4                                 | 4                                 |
| Xanton-Chassenon        | 2                                 | 2                                 | 2                                 | 2                                 |
|                         | 38 délégués                       | 38 délégués                       | 38 délégués                       | 38 délégués                       |

### Présidence
| Période         | Période         | Identité            | Étiquette | Qualité                                                             |
| --------------- | --------------- | ------------------- | --------- | ------------------------------------------------------------------- |
| Hiver 1993      | 26 mars 1997    | Christiane Anger    | RPR       | Conseillère générale, élue dans le canton de Maillezais (1973-1998) |
| Juin 1997       | 17 juillet 2020 | Jean-Claude Richard | DVD       | Maire de Damvix (depuis 1989)                                       |
| 17 juillet 2020 | En cours        | Michel Bossard      | DVD       | Maire de Rives-d’Autise (depuis 2019)                               |

## Identité visuelle

Logotype (des années 1990 à 2014).
Logotype (depuis 2014).